# Terauchiana nigripennis
Terauchiana nigripennis är en insektsart som beskrevs av Kato 1933. Terauchiana nigripennis ingår i släktet Terauchiana och familjen sporrstritar. Inga underarter finns listade i Catalogue of Life.